# Thallarcha phaedropa
Thallarcha phaedropa là một loài bướm đêm thuộc phân họ Arctiinae, họ Erebidae.